# Estoni
Gli Estoni sono il gruppo etnico che vive in maggioranza in Estonia.
È una delle etnie ugrofinniche europee, insieme ai Finlandesi ed Ungheresi.
Parlano la lingua estone, una delle lingue ufficiali dell'Unione europea e parte della famiglia delle lingue finniche.

## Storia
Si pensa che il nome "Eesti", o "Estonia", derivi dalla parola Aestii, il nome dato dagli antichi popoli germanici ai gruppi che vivevano a nord-est del fiume Vistola. Lo storico romano Tacito, nel 98 fu il primo a menzionare il popolo "Aestii", mentre gli antichi scandinavi chiamarono le terre a sud del golfo di Finlandia "Eistland" e le genti ivi stanziate "eistr". I primi estoni (così come gli altri gruppi di lingua finlandese) furono denominati anche Ciudi, con significato dispregiativo, (чудь) nelle antiche cronache degli slavi.

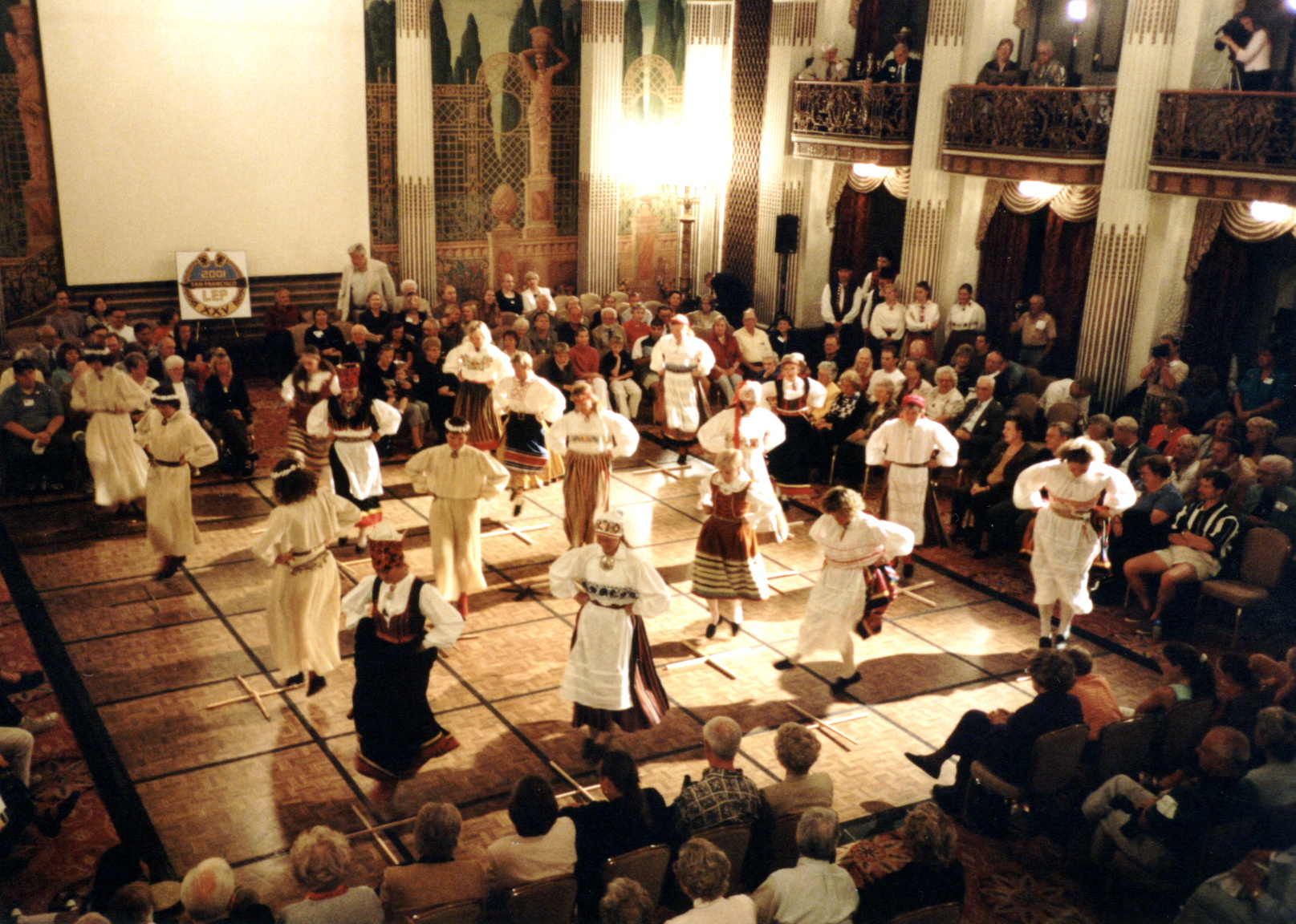
Danza tradizionale estone allEstonian Cultural Festival di San Francisco

La lingua estone appartiene al ramo balto-finnico del gruppo linguistico ugro-finnico, così come la lingua finlandese. Il primo libro in estone è stato stampato nel 1525, mentre i più antichi esempi conosciuti di estone scritto provengono da cronache del XIII secolo.
Gli Estoni hanno solidi legami con i Paesi nordici, derivanti da forti influenze culturali e religiose acquisite nei secoli durante il dominio e l'insediamento scandinavo e tedesco.
Durante il governo sovietico di Stalin la percentuale di Estoni indigeni in Estonia diminuì: ciò fu dovuto principalmente alle deportazioni perpetrate tra il 1940 e il 1953 (anno della morte di Stalin e inizio del periodo della destalinizzazione) e al programma di immigrazione di massa dalla Russia e da altri luoghi dell'ex Unione Sovietica in aree urbane industriali dell'Estonia, tristemente chiamato russificazione. Tuttavia, fu soprattutto l'emigrazione in tempo di guerra a dare il maggior contributo.
Dal restauro dell'indipendenza in Estonia, la popolazione etnica estone sta crescendo costantemente, per arrivare ora a circa il 69%.
La maggior parte degli emigrati estoni vive in Russia, Finlandia, Svezia, Stati Uniti, Canada o altri Paesi occidentali. Nella vicina Lettonia ci sono circa 2 700 estoni (censo del 1997) ed in Lituania il numero era di 600 nel 1989.

## Emigrazione
Durante la seconda guerra mondiale, quando l'Estonia è stata invasa dall'Armata Rossa nel 1944, un gran numero di Estoni abbandonò la propria terra natia su navi o piccole imbarcazioni nel Mar Baltico. Molti di questi profughi che sono sopravvissuti al rischioso viaggio in mare verso la Svezia e la Germania Ovest, si sono spostati successivamente da lì e si sono stabiliti in Canada, negli Stati Uniti e in Australia. Vennero effettuate deportazioni sovietiche di massa dall'Estonia verso la Siberia.
Dopo che il Paese ha ristabilito la sua indipendenza nel 1991, alcuni dei rifugiati e i loro discendenti sono tornati in Estonia, facendo risalire di quasi il 10% la percentuale di estoni nella loro terra d'origine.